# 浮きこぼれ
浮きこぼれ（うきこぼれ）とは社会問題用語である。
一般的には、生まれながらにして高い知能を有していたり、通塾などによって高い学力を身に付けたり、もともと学習意欲が高かったりする、極めて優秀な児童・生徒が、通常の学校の授業内容に物足りなさや欺瞞性を感じたり、実際に他の生徒から疎外されたりすること。吹きこぼれとも言う。
学業不振の生徒を「落ちこぼれ」というが、それの対義語として使われる。

## 浮きこぼれの原因と結果
学習指導要領の内容の削減による教育内容の簡素化、早期教育を含む通塾による先取り学習、多様な生徒の能力に対応しない画一的な一斉授業などが主な原因とされる。記憶力重視の授業を欺瞞に感じるために学級崩壊や不登校の原因になることもある。またいじめの加害・被害の遠因となる場合もある。学習塾の高度な内容に適合したために浮きこぼれた生徒は、学校の授業よりも塾の授業が楽しくなり、それが一層学校離れを進める。
首都圏や近畿圏などの中学受験が盛んな地域では、受験を目指して進学塾に通う生徒と、そうでない生徒の意識や学力の差が、昔よりも大きくなっている。

## 対策
アメリカ合衆国などでは飛び級や、マグネット・スクール（磁石のように生徒をひきつけるところから）という、生徒の才能を伸ばすための学校などの、早期教育・ギフテッド教育の諸制度がある。